# Comment c'est loin
Pour plus de détails, voir Fiche technique et Distribution.
Comment c’est loin est un film français réalisé par Orelsan et Christophe Offenstein, sorti en 2015.

## Synopsis
Dans les années 2000, deux jeunes trentenaires un peu losers, fans de rap, ont promis un album à leurs producteurs exigeants. Tout en cherchant un sens à leur vie, ils font preuve d'une amitié indéfectible.

## Fiche technique
- Titre original : Comment c’est loin
- Réalisation : Orelsan, Christophe Offenstein
- Scénario : Orelsan, Christophe Offenstein et Stéphanie Murat
- Décors : Frédérique Doublet
- Costumes : Alice Cambournac
- Photographie : Christophe Offenstein
- Son : Jean-Luc Audy
- Montage : Jeanne Kef
- Musique : Skread, Orelsan, Alexis Rault, Gringe
- Production : Romain Rousseau, Maxime Delauney, Olivier Poubelle, Thierry Ardisson
- Sociétés de production : NoLiTa Cinema, Les Canards Cinema
- Société de distribution : La Belle Company
- Budget : 1 800 000 €
- Pays d’origine :  France
- Langue originale : français
- Format : couleur
- Genre : comédie
- Durée : 90 minutes
- Dates de sortie :
  - France :  9 décembre 2015
  - Belgique : 23 décembre 2015

## Distribution
- Orelsan : Aurélien "Orel" Cotentin (lui-même)
- Gringe : Guillaume "Gringe" Tranchant (lui-même)
- Seydou Doucouré : Bouteille (lui-même)
- Diamond Deuklo : Claude "2klo" (lui-même)
- Abdoulaye Doucouré : Ablaye (lui-même)
- Matthieu Le Carpentier : Skread (lui-même)
- Paul Minthe : le patron de l'hôtel
- Sophie de Fürst : Pauline
- Chloé Astor : Arielle, la copine d'Orel
- Redouanne Harjane : Redouanne, le fan
- Isabelle Alfred : la mère d'Arielle
- Alain Dion : le père d'Arielle
- Mathilde La Musse : Ragga Girl
- Marc Brunet : le père d'Orel
- Janine Cotentin : la grand-mère d'Orel (elle-même)
- Clément Cotentin : le DJ de la radio locale
- Marine Forster Bourdin : l’inspectrice de l’Académie
- France Hofnung : Marie, la copine de Gringe
- Nathalie Kent : la gérante de l'épicerie

## Production

### Genèse et développement
Les rappeurs Orelsan et Gringe se rencontrent dans les années 2000. Ils fondent ensuite le groupe Casseurs Flowters, dont le nom s'inspire des cambrioleurs de Maman, j'ai raté l'avion. Après une mixtape en 2003 du nom de Fantasy : Épisode 1, ils sortent l'album Orelsan et Gringe sont les Casseurs Flowters en 2013. Ils sont ensuite dans le programme court Bloqués diffusé sur Canal+.
Le scénario du film est, selon Gringe, une extension, voire une préquelle, de l'album des Casseurs Flowters. Dans le film, ils conservent leur nom de scène et n'ont que 24 heures pour enregistrer le single qu'ils ont tant promis à leur producteur, ce qui rappelle le « pitch » de l'album-concept. Orelsan cite quant à lui des influences comme A Chorus Line, French Cancan et Fame ou des personnages qui rappellent les anti-héros de films comme Clerks : Les Employés modèles, Méprise multiple ou Frances Ha.
Le scénario a été peaufiné avec des professionnels comme Christophe Offenstein ou la scénariste Stéphanie Murat qui a veillé, selon Orelsan, « à ce que chaque personnage ait un fond, une humanité ».
Le film s'intitulait initialement Orel et Gringe mais le duo trouvait que cela donnait un aspect trop autobiographique au film, où la fiction occupe une place importante. La ligne de dialogue « Comment c'est loin » est alors apparue comme un choix idéal.

### Tournage
Le tournage a eu lieu en Normandie, aux alentours de Caen. Il a débuté le 23 mars 2015, a duré six semaines et son making of réalisé par Clément Cotentin est disponible en ligne dans son intégralité.

## Exploitation

### Box-office en France
C'est la société d'exploitation La Belle Company qui distribue le film dans les cinémas français. La date de sortie est fixée au 9 décembre 2015, une période particulièrement concurrentielle à l'approche des vacances de Noël. Cependant, dès le 16 novembre, une tournée composée d'une dizaine d'avant-premières est organisée dans toute la France.
La semaine de sa sortie, le film est en concurrence avec quatre autres sorties majeures : Un + une, le dernier film de Claude Lelouch avec Jean Dujardin, la suite du film Belle et Sébastien sorti en 2013, le blockbuster de Ron Howard Au cœur de l'océan, et enfin un film d'animation, Oups ! J'ai raté l'arche...
Il est également en concurrence avec d'autres films sortis les semaines précédentes : Babysitting 2, Le Voyage d'Arlo des studios Pixar, 007 Spectre ou encore le final de la saga Hunger Games. De plus, Comment c'est loin sort une semaine avant le plus gros succès cinéma de l'année 2015, Star Wars : Le Réveil de la Force.
Le film bénéficie à sa sortie d'une distribution assez modeste de 153 salles, dont 30 en région parisienne.
| Box-office                          | Entrées | Moy./ copie | Position                                            |
| ----------------------------------- | ------- | ----------- | --------------------------------------------------- |
| 1re séance (14 h Paris intramuros)  | 564     | 51          | 3e (parmi les nouveautés de la semaine)             |
| 1er jour (avant-premières incluses) | 24 163  | 158         | 4e (parmi les nouveautés de la semaine)             |
| 1er week-end d'exploitation         | 82 869  | 542         |                                                     |
| 1re semaine d'exploitation          | 98 370  | 643         | 9e (parmi les films en exploitation sur la semaine) |
| Fin d'exploitation                  | 244 633 | -           | 146e (parmi tous les films sortis en 2015)          |

Si le film ne parvient pas à dépasser un quart de million d'entrées, il reste néanmoins un succès d'estime du fait de sa petite distribution (moins de 200 salles) et parvient à rester en salle jusqu'à la fin du mois de janvier. De plus, son faible budget de 2,22 millions d'euros lui permet de se classer dans les films français les plus rentables de l'année, en 24e place avec un taux de rentabilité de 35 %.
Comment c'est loin était proposé depuis le 12 décembre 2018 sur la plateforme Netflix. Il a été retiré depuis.
Le film était également disponible depuis le 30 septembre 2020 sur Prime Video et a été retiré depuis.

## Bande originale
Albums de Casseurs Flowters
Orelsan et Gringe sont les Casseurs Flowters
(2013)
Albums d'Orelsan
Orelsan et Gringe sont les Casseurs Flowters
(2013) La fête est finie
(2017)
Albums de Gringe
Orelsan et Gringe sont les Casseurs Flowters
(2013) Enfant lune
(2018)
La bande originale du film, commercialisée sous le nom Comment c'est loin : L'Album du film, constitue le second album des Casseurs Flowters. Akhenaton et Wiley apparaissent ensemble sur un titre alors que la grand-mère d'Orelsan chante le refrain de J’essaye, j’essaye.
L'instrumentale de C'est toujours deux connards dans un abribus, identique à celle de Deux connards dans un abribus de leur précédent album, sert également pour le programme court Bloqués diffusé sur Canal+. Le titre Inachevés contient un sample de Break du groupe GoGo Penguin tiré de l'album v2.0.
L'album est certifié disque de platine.
Liste des titres
1. Nouvelle journée
2. Au bout du compte (feat. Akhenaton & Wiley)
3. À l’heure où je me couche
4. Quand ton père t’engueule
5. En boucle
6. Faut qu’on rentre bosser
7. Freestyle Radio Phoenix
8. Le mal est fait
9. C’est toujours 2 connards dans un Abribus
10. Pas n’importe quel toon
11. J’essaye, j’essaye (Orelsan feat. Janine Cotentin)
12. Promenade imprévue
13. Xavier (Diamond Deuklo)
14. Wondercash
15. On est resté à l’hôtel
16. Si facile
17. Inachevés
18. Quand on descend vers le centre